# Educación en Afganistán

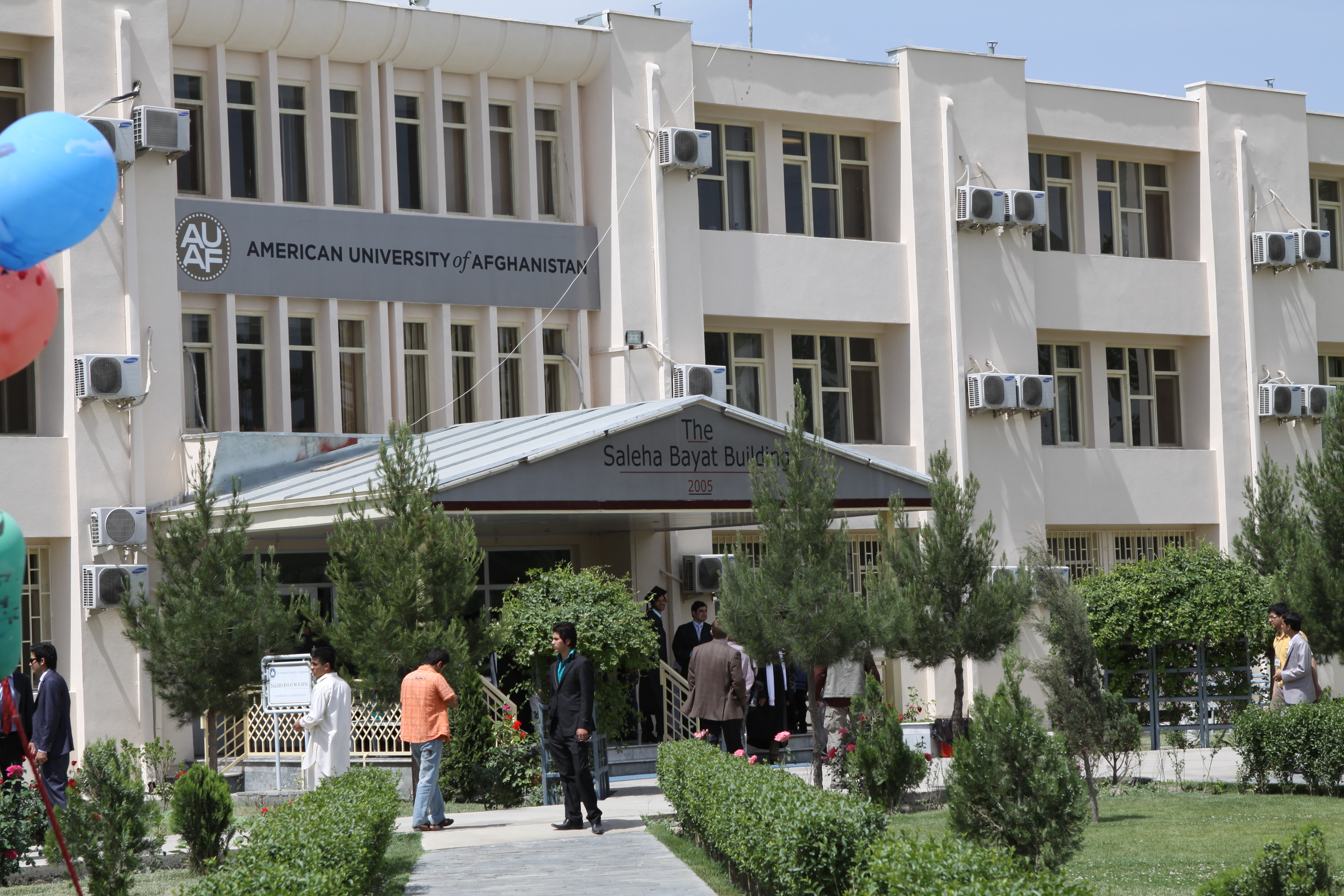
La Universidad Americana de Afganistán en Kabul

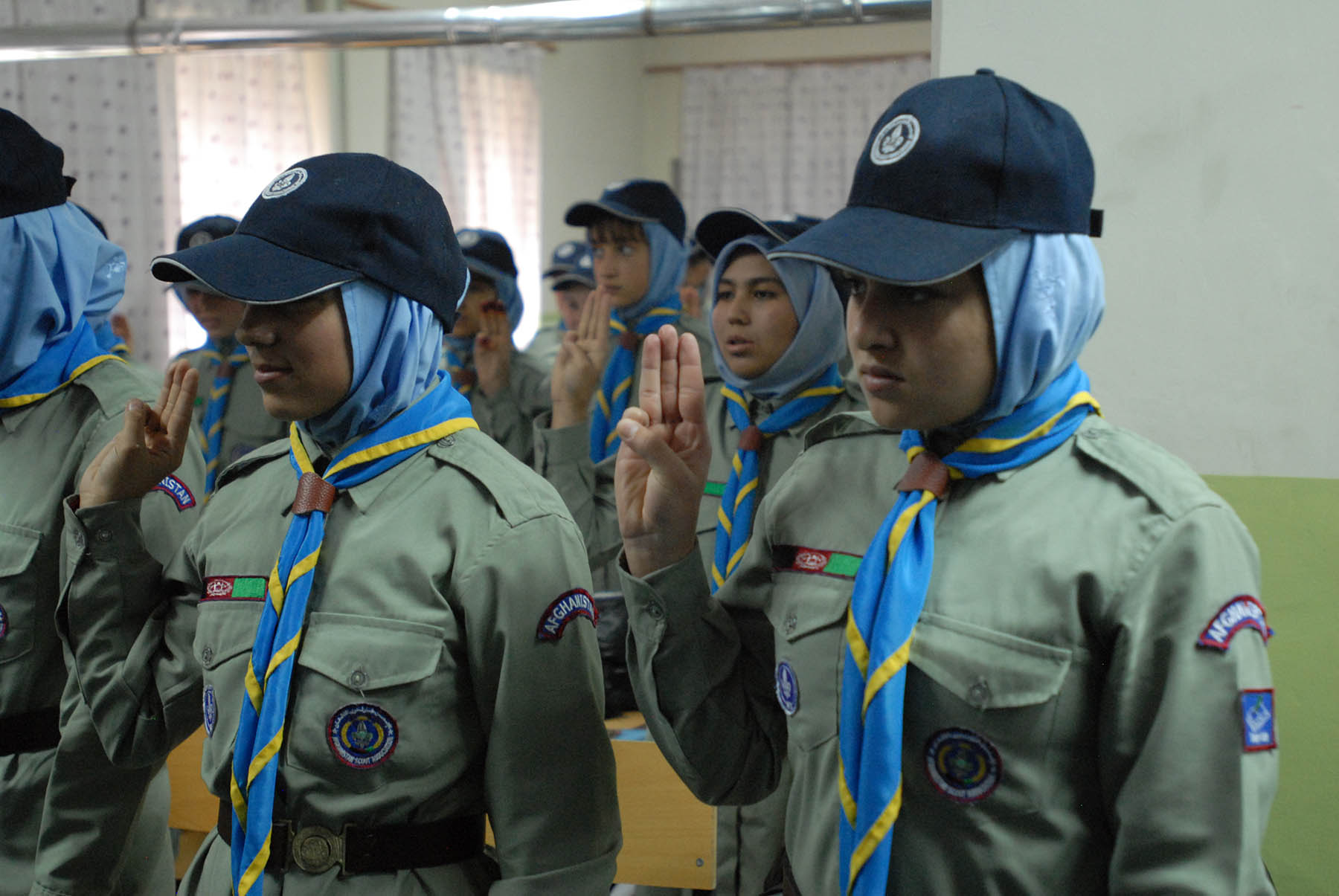
Scouts Afganas

Educación en Afganistán incluye la educación desde preescolar hasta el nivel universitario, siendo supervisada en gran medida por el Ministerio de Educación y el Ministerio de Educación Superior con sede en Kabul, Afganistán.  A pesar de los desafíos y contratiempos, Afganistán ha estado en un proceso de reconstrucción a nivel nacional, estableciendo instituciones educativas en todo el país. Según datos de 2013, había alrededor de 10,5 millones de estudiantes matriculados en escuelas en Afganistán, un país con una población estimada de alrededor de 35,5 millones de personas.

## Historia
Una de las escuelas más antiguas de Afganistán es la Escuela Secundaria Habibia en Kabul, que fue construida por el rey Habibulá Khan en 1903 para educar a los estudiantes de la clase de élite de la nación. En la década de 1920, la Escuela secundaria Amani, financiada por Alemania, abrió sus puertas en Kabul, y aproximadamente una década después comenzaron dos liceos franceses, la Agencia para la educación francesa en el extranjero y el Centro de enseñanza de francés en Afganistán. La Universidad de Kabul se estableció en 1932.

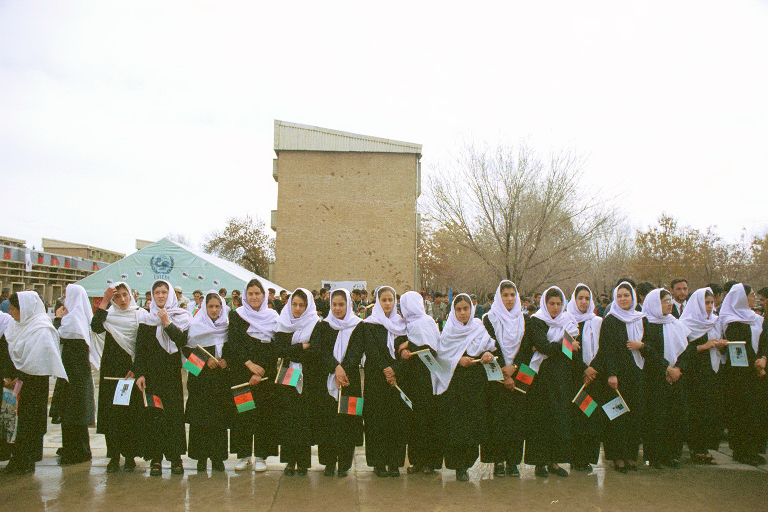
Estudiantes afganas en 2002

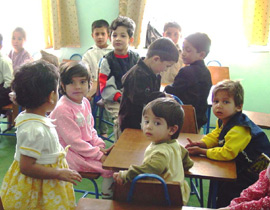
Un aula de un jardín de infancia (2004)

La educación se mejoró bajo el gobierno del rey Zahir Shah entre 1933 y 1973, haciendo que las escuelas primarias estén disponibles para aproximadamente la mitad de la población menor de doce años y expandiendo el sistema escolar secundario y la Universidad de Kabul.
Durante la República Democrática de Afganistán, el gobierno del Partido Democrático Popular de Afganistán reformó el sistema educativo; se hizo hincapié en la educación para ambos sexos y se establecieron programas de alfabetización generalizados.
Para 1978, las mujeres constituían el 40 por ciento de los médicos y el 60 por ciento de los maestros de la Universidad de Kabul; Se inscribieron 440 000 estudiantes en instituciones educativas y 80 000 más en programas de alfabetización. A pesar de las mejoras, un gran porcentaje de la población seguía siendo analfabeta. Comenzando con la invasión soviética de Afganistán en 1979, las guerras sucesivas prácticamente destruyeron el sistema educativo de la nación. La mayoría de los maestros huyeron durante las guerras a los países vecinos. A mediados de la década de 1990, unas 650 escuelas fueron destruidas o utilizadas como búnkeres. En 1996 el régimen talibán restringió la educación para las niñas y  mujeres, y las madrassa (escuelas coranicas) se convirtió en la principal fuente de educación primaria y educación secundaria. Alrededor de 1.2 millones de estudiantes se matricularon en escuelas durante el período de gobierno talibán, con menos de 50 000 de ellos niñas.
Después del derrocamiento de los talibanes a fines de 2001, la presidencia de Hamid Karzai el país recibió una importante ayuda internacional para restaurar el sistema educativo. Alrededor de 7000 escuelas estaban operando en 20 de las 32 provincias a fines de 2003, con 27 000 maestros enseñando a 4.2 millones de niños (incluyendo 1.2 millones de niñas). De ese número, alrededor de 3,9 millones estaban en escuelas primarias. Se estima que el 57 por ciento de los hombres y el 86 por ciento de las mujeres eran analfabetos, y la falta de trabajadores calificados y educados era una gran desventaja económica. Cuando la Universidad de Kabul reabrió en 2002, unos 24 000 estudiantes masculinos y femeninos se matricularon en la educación superior. Mientras tanto, otras cinco universidades estaban siendo rehabilitadas. Los planes de estudio de las escuelas públicas han incluido temas religiosos, pero la instrucción detallada se deja a los maestros religiosos.

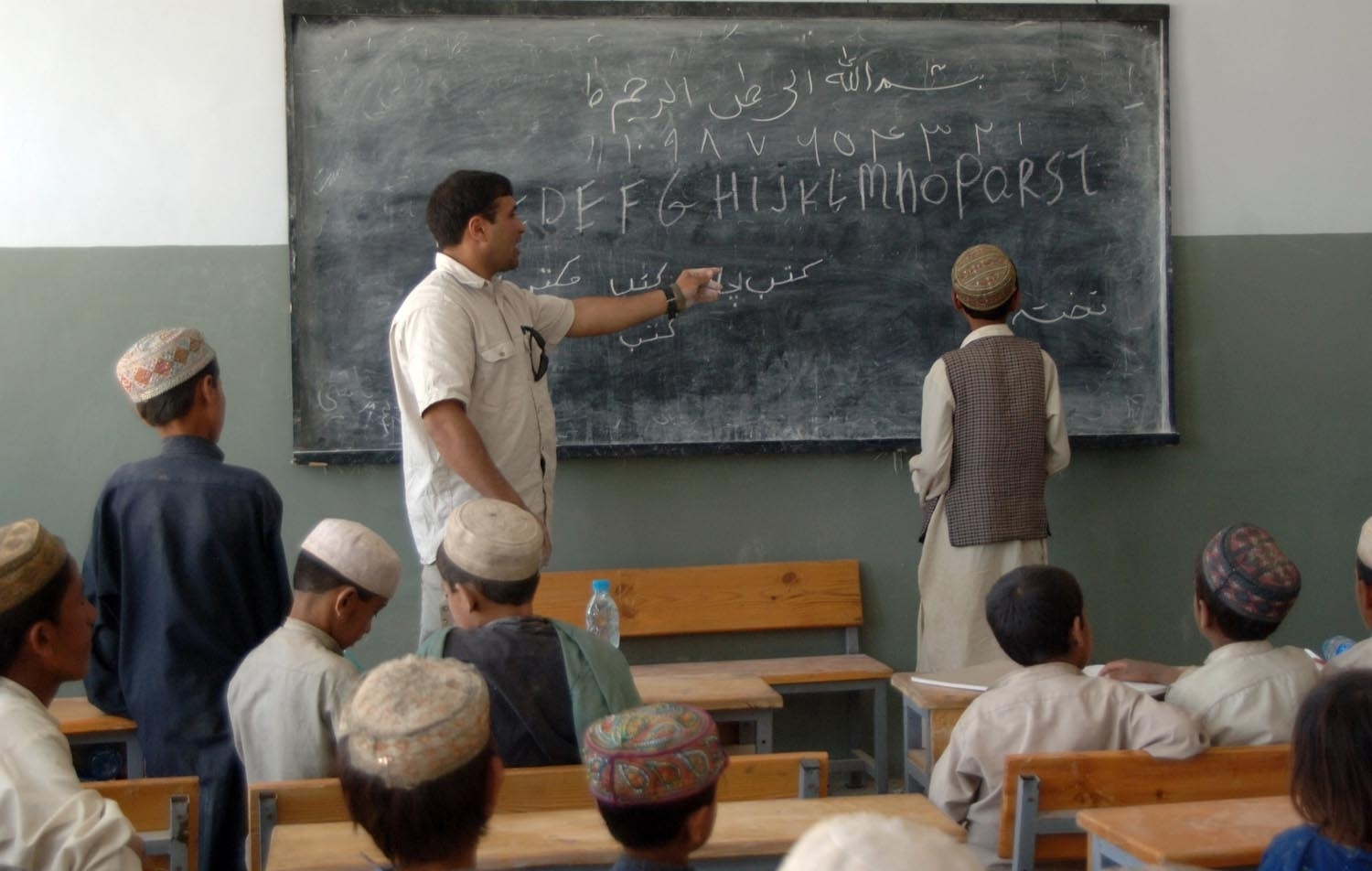
Típica clase en zona rural de Afganistán

Para 2006, más de 4 millones de estudiantes masculinos y femeninos estaban matriculados en escuelas de todo Afganistán. Al mismo tiempo, las instalaciones o instituciones escolares también fueron renovadas o mejoradas, con la construcción de más escuelas de estilo moderno cada año. La Universidad Americana de Afganistán (AUAF) en Kabul se estableció en 2006. Otras universidades fueron renovadas o reconstruidas, como Universidad de Kandahar en el sur, Universidad de Nangarhar y Universidad de Khost en el este, Universidad de Herat en el oeste y Universidad de Balkh en el norte. A pesar de estos logros, todavía había obstáculos importantes para la educación en Afganistán, muchos de los cuales se derivan de la falta de fondos. La planificación de planes de estudio y programas escolares es difícil para el Ministerio de Educación porque una cantidad significativa del presupuesto para educación proviene de donantes externos, lo que dificulta la predicción del presupuesto anual.
Los obstáculos a la educación fueron aún más numerosos para las niñas afganas. El entonces ministro de Educación de Afganistán, Mohammad Hanif Atmar, dijo en 2007 que el 60% de los estudiantes estudiaban en tiendas de campaña u otras estructuras desprotegidas, y algunos padres se negaron a dejar que sus hijas asistieran a las escuelas en esas condiciones. La falta de maestras era otro problema que preocupaba a algunos padres, especialmente en áreas más conservadoras. Algunos padres no permitían que sus hijas fueran enseñadas por hombres. Pero esto a menudo significaba que a las niñas no se les permitía asistir a la escuela, ya que la agencia internacional de ayuda Oxfam informó en 2007 que aproximadamente una cuarta parte de los maestros afganos eran mujeres. En 2009, otra preocupación fue la destrucción de las escuelas por parte de los talibanes, especialmente las escuelas para mujeres. Tras la destrucción de más de 150 escuelas en un año, muchos padres tenían dudas sobre la capacidad del gobierno para protegerlos.
Los siguientes logros se hicieron en la primera década de la década de 2000:
- Entre 2001 y 2016, la matrícula en la escuela primaria aumentó de alrededor de 1 millón a 9.2 millones (un aumento de nueve veces en quince años) y la proporción de niñas de prácticamente cero a 37 %.
- El número de docentes en educación general se ha multiplicado por siete, pero sus calificaciones son bajas. Alrededor del 31 % son mujeres.
- Desde 2003 hasta 2010, más de 5000 edificios escolares han sido rehabilitados o recién construidos. Poco más del 50 % de las escuelas tienen edificios utilizables.

La inscripción es baja: el promedio es de 1983 estudiantes por institución; tres instituciones tienen menos de 200 estudiantes. Además, hay una deficiencia de miembros de la facultad calificados: solo el 4.7 % (166 del total de 3522) del personal docente tenía un Ph.D. Además de "los problemas de recursos inadecuados y la falta de personal docente calificado son cuestiones de corrupción".
En 2010, Estados Unidos comenzó a establecer Centros de Aprendizaje Lincoln en Afganistán. Sirven como plataformas de programación que ofrecen clases de idioma inglés, instalaciones de biblioteca, lugares de programación, conectividad a Internet, servicios educativos y otros servicios de asesoramiento. Un objetivo del programa es llegar al menos a 4000 ciudadanos afganos por mes por ubicación.

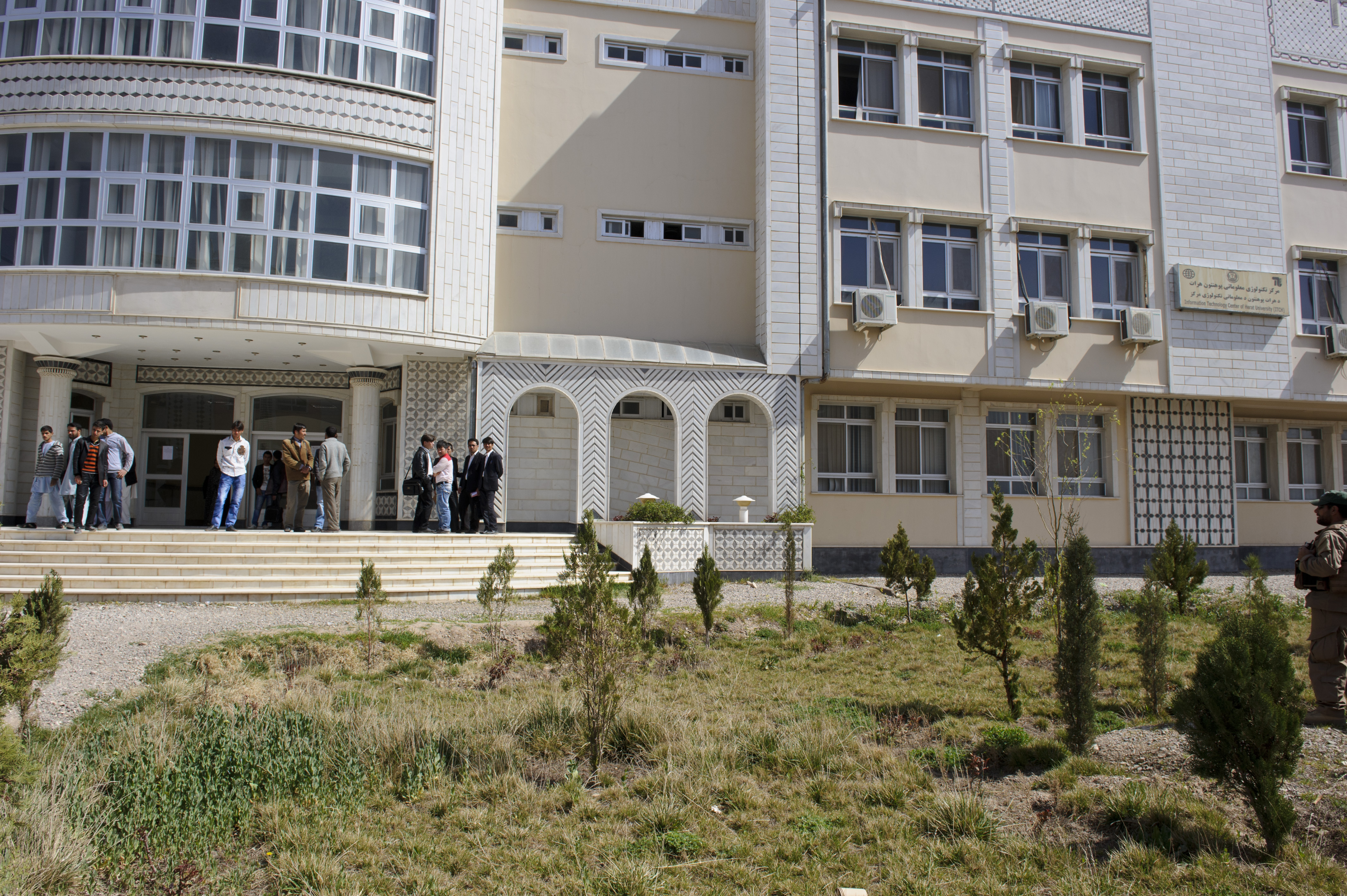
Estudiantes de pie frente al campus principal de Universidad de Herat en el oeste de Afganistán.

Según el Índice de Desarrollo Humano, en 2018, Afganistán ocupa el puesto  21 de país menos desarrollado del mundo.
En 2009 y 2010, se llevó a cabo un despliegue de 5000 OLPC - Una computadora portátil por niño en Kandahar con fondos de una fundación anónima. El equipo de OLPC busca apoyo local para realizar un despliegue más grande.
En junio de 2011, funcionarios de los Estados Unidos firmaron una declaración conjunta con el ministro de Educación Ghulam Farooq Wardak para ampliar las oportunidades de apoyo financiero directo de USAID al Ministerio de Educación afgano. En diciembre de 2011, se lanzó en Afganistán el Baghch-e-Simsim (versión afgana de  Sesame Street) serie de televisión para niños. Está financiado por el Departamento de Estado de EE. UU. y se produce en consulta con Ministerio de Educación de Afganistán. El proyecto está diseñado para ayudar a educar a los afganos desde la etapa preescolar en adelante.
En mayo de 2013 se informó que había 16 000 escuelas en Afganistán, con 10.5 millones de estudiantes. El ministro de Educación, Wardak, declaró que 3 millones de niños seguían privados de educación y solicitó US$ 3 mil millones para construir 8000 escuelas adicionales en los próximos dos años.
La historia de Afganistán en educación aún enfrenta grandes desafíos. Tres millones y medio de niños, el 75 % de ellos niñas, todavía no asisten a la escuela. La pobreza, la falta de maestras calificadas en las escuelas rurales (que está especialmente relacionada con la educación de las niñas) y las instalaciones escolares de calidad inferior explican la baja matrícula. Además, casi la mitad de todas las escuelas no tienen un edificio o instalaciones.
En 2015 en la Universidad de Kabul comenzó el primer curso de maestría en género y estudios de mujeres en Afganistán.
A la raíz de la caída de Kabul en 2021 a manos de los talibanes, y la consiguiente instauración del nuevo Emirato islámico, se volvió a una rígida segregación de sexos en las universidades con el fin de que las mujeres pudieran continuar sus estudios. Sin embargo, el nuevo régimen islámico procedió al cierre de todos los colegios femeninos de educación secundaria, con lo que se vetaba nuevamente el acceso de las mujeres a la educación superior en el país. El 20 de diciembre de 2022, el Ministerio de Educación Superior emitía una orden que, con efecto inmediato, prohíbe definitivamente la formación universitaria de las mujeres.

## Desafíos para el desarrollo educativo

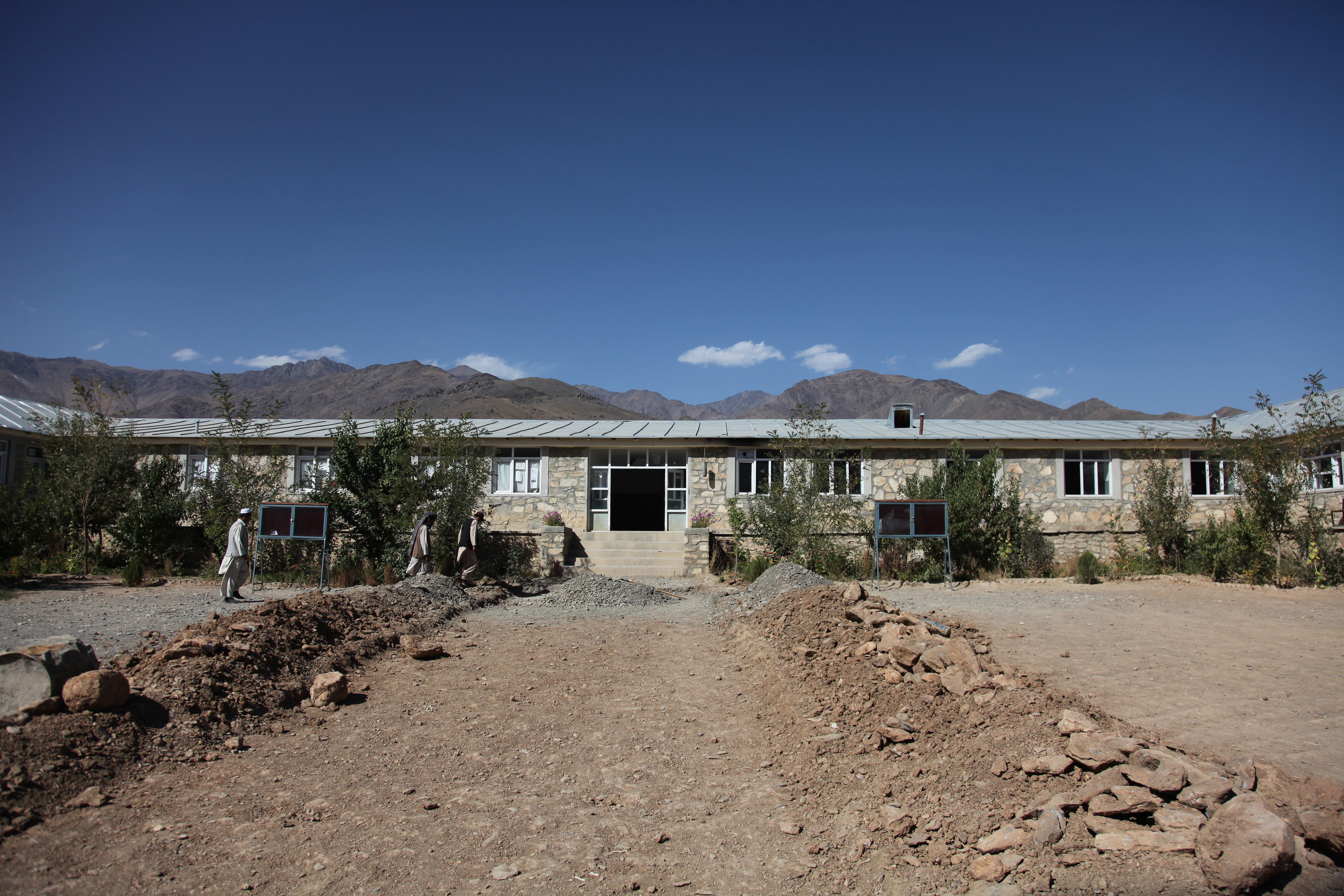
Una escuela en Jalrez, en la provincia de Wardak de Afganistán se encuentra en la etapa final de construcción el 30 de septiembre de 2009.

### Violencia
Afganistán es uno de los países más afectados por la violencia contra las escuelas, con 770 incidentes de ataques a la educación en 2008. La violencia contra los estudiantes impidió que casi 5 millones de niños afganos asistieran a la escuela en 2010. En tasas de mortalidad, Afganistán tenía 439 maestros, empleados de educación y estudiantes asesinados en 2006-9, uno de los más altos del mundo.

### Credenciales docentes
Desde que el régimen talibán fue derrocado en 2001, hasta 6 millones de niñas y niños comenzaron a asistir a la escuela. En 2012, la oferta de estudiantes superó con creces el grupo de maestros calificados. Según las estadísticas proporcionadas por el Ministerio de Educación, el 80 por ciento de los 165 000 maestros del país habían alcanzado el equivalente a una educación secundaria o no completaron sus estudios postsecundarios.

### Plan de estudios
Desde el derrocamiento del régimen talibán, bajo los esfuerzos combinados de expertos afganos e internacionales, el plan de estudios ha cambiado de las enseñanzas islámicas; hay nuevos libros y mejor entrenamiento. Sin embargo, no existe un plan de estudios estándar para los libros de texto de la escuela secundaria, y los libros de texto de la escuela secundaria siguen siendo lamentablemente inadecuados en número y contenido.

### Infraestructura
En 2012, no había suficientes escuelas. Se están construyendo alrededor de 4500 escuelas según un informe reciente del gobierno. El 40 por ciento de las escuelas se llevaron a cabo en edificios permanentes. El resto realizó clases en refugios de UNICEF o fueron "escuelas del desierto" con estudiantes y maestros reunidos en el desierto cerca de una aldea.

### Trabajo infantil
En 2007, más de la mitad de la población de Afganistán tenía menos de 18 años. UNICEF estima que cerca de una cuarta parte de los niños afganos entre las edades de siete y catorce estaban trabajando. En las zonas rurales, el problema es peor, y hay más niñas trabajando que niños. Esto interrumpe la educación de los niños y posiblemente les impide asistir a la escuela por completo.